# Kima
Kima là một chi nhện trong họ Salticidae.